# Crespell de soca
Els crespells de soca són bolets de soca anuals en forma de roseta que agrupen a nombrosos barrets excèntrics que neixen d'una base comuna. 

Els barrets poden tenir forma de ventall, embut o ombrel·la. La textura és de carnosa a coriàcia i sempre disposen d'una esponja al revers.
Els crespells de soca descomponen soques, troncs o rels, gairebé sempre de planifolis, arbres als quals sovint parasiten.
Solen créixer fins a una mida gegantina.

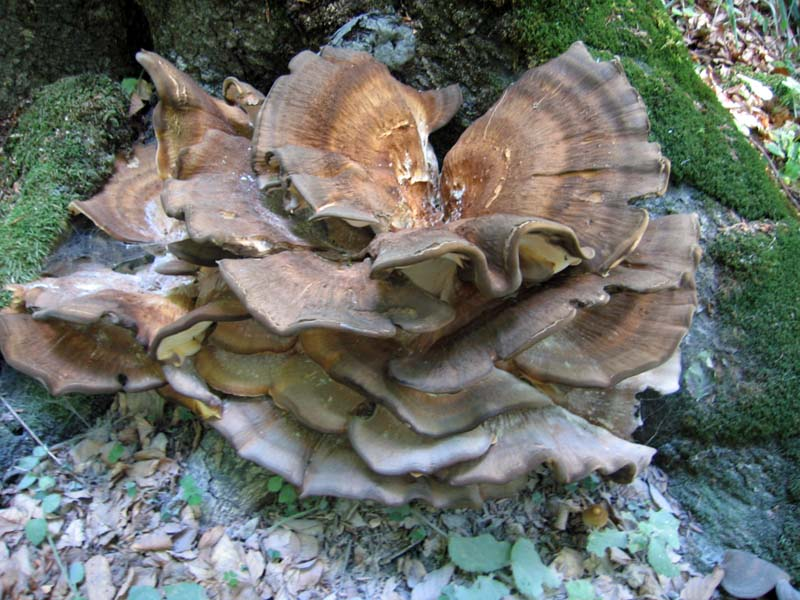
Exemplar de crespell de faig (Meripilus giganteus)

## Exemples més corrents
A Catalunya, les espècies més corrents de crespells de soca són:
- Bondarzewia mesenterica (Schaeff.) Kreisel (1984), crespell d'avet
- Phaeolus schweinitzii (Fr.) Pat. 1900, crespell de carn bruna
- Grifola frondosa (Dicks.) Gray 1821, crespell de castanyer
- Meripilus giganteus (Pers.) P. Karst. 1882, crespell de faig
- Polyporus umbellatus (Pers.) Fr. 1821, crespell d'ombrel·la
- Abortiporus biennis (Bull.) Singer 1944, crespell enrojolat
- Laetiporus sulphureus (Bull.) Murrill 1920, crespell groc